# 流れ星の唄
『流れ星の唄』（ながれぼしのうた）は、梶山季之の長編小説。『週刊実話』（日本ジャーナル出版）に1971年（昭和46年）に連載された。

## 内容
東北（方言から岩手県と思われる）の山村の中学を卒業した三人の男女は、盛岡市出身で東京で青果店として成功した社長の店舗に集団就職する。早苗は店の常連からラブレターを貰い、良太は赤いハイヒールを東京の靴屋で買い、隠れて女装し、幸吉は同性にしてもらう『口取り』に溺れる。

## 登場人物
- 竹内早苗 - 分校の中学卒業後、中野の分店「吾妻青果店」二階のパーラーレジ係として働く。結構な美少女。15歳。
- 相沢良太 - 本校の中学卒業後、同じく一階の青果売り場で働く。痩せて長身、睫毛が長い女顔の美少年。上が姉ばかりの女姉妹の中で育つ。ハイヒールや姉の口紅や衣類や靴を寮に隠し、一人の時に女装している。
- 相沢登女子 - 良太のすぐ上の姉。彼女の服や靴の「有効利用」で良太は姉と同じような服装をさせられ、女物の白い長靴を履いて積もった雪を踏んで登校、髪も女の子のようなおかっぱ頭で過ごした。
- 島田幸吉 - 同じく本校の卒業生で一階の青果売り場で働く。小柄で小太りだが、丸顔で愛嬌がある。厳格な父のしつけを受けて育つ。
- 設楽 - 本校の国語教師。「たちの悪い女に手玉に取られるくらいなら、男に口淫をしてもらえ」と幸吉に同性愛を薦め、実践してみせる。
- 中井 - 分校で早苗の担任である男性教諭。
- 中井佐和子 - 中井教諭の妻。上京する早苗に月姫の知識と対処法を指導してあげる。
- 吾妻一太郎 - 「吾妻物産」社長。本店「八百一」の経営者。会社の寮長だった妻とは数年前に死別、長女と次女は結婚して家を出た。
- 吾妻光子 - 一太郎の三女。吾妻物産の総務や人事を担当している。
- 川合俊一 - 吾妻物産の取締役で「八百一」の支配人。社内唯一の大学卒。32才。一太郎は彼を光子の婿にしたがっている。
- お時 - 寮の雑役婦。女装した良太に興味を示す。
- 春江 - 女子寮で早苗と同室の分店「吾妻青果店」一階の売り子。
- 吾妻英一 - 一太郎の長男。青梅街道で分店を営業している。
- 吾妻健二 - 一太郎の次男。同じく分店で働く。
- 三郎 - 古株の店員。吾妻父子と名前が似ているが血縁はない。

## 書誌情報
- 『流れ星の唄』桃源社　1971年
- 『流れ星の唄（上）』角川文庫　1983年 ISBN 978-4-041360361
- 『流れ星の唄（下）』角川文庫　1983年（上下巻 同時発売） ISBN 978-4041360378